# کازیمیر ون استراوبنزی
کازیمیر ون استراوبنزی (انگلیسی: Casimir Cartwright van Straubenzee; ۱۱ نوامبر ۱۸۶۷ – ۲۸ مارس ۱۹۵۶) فرد نظامی اهل بریتانیا بود. وی برندهٔ جوایزی همچون نشان امپراتوری بریتانیا و نشان حمام شده‌است.
او یک افسر متولد کانادا در ارتش بریتانیا بود که به عنوان افسر کل فرمانده فرماندهی سنگاپور و مالایا خدمت کرد. در سال ۱۹۰۰، او برای کانادا کریکت بازی کرد.